# Pawieł Kołobkow
Paweł Anatoljewicz Kołobkow (ros. Павел Анатольевич Колобков; ur. 22 września 1969 w Moskwie) – rosyjski szermierz, szpadzista, 6-krotny medalista olimpijski (jako reprezentant ZSRR, Wspólnoty Niepodległych Państw i Rosji), wielokrotny mistrz świata i Europy, dwukrotny mistrz świata juniorów (1987, 1988). Zdobywca Pucharu Świata (1999).

## Kariera
Podczas igrzysk olimpijskich w Seulu w 1988 roku razem z Andriejem Szuwałowem, Władimirem Riezniczenko, Mychajło Tyszko i Igorem Tichomirowem zdobył drużynowo brązowy medal. Na rozgrywanych cztery lata później igrzyskach olimpijskich w Barcelonie reprezentacja WNP w składzie: Pawieł Kołobkow, Andriej Szuwałow, Serhij Krawczuk, Siergiej Kostariew i Walerij Zachariewicz zajęła trzecie miejsce. Indywidualnie zajął drugie miejsce, przegrywając w finale z Francuzem Érikiem Sreckim 0:2. Następnie wspólnie z Aleksandrem Biekietowem i Walerijem Zachariewiczem wywalczył drużynowo srebrny medal podczas igrzysk olimpijskich w Atlancie w 1996 roku. Kolejny medal zdobył na igrzyskach olimpijskich w Sydney w 2000 roku, gdzie zwyciężył indywidualnie, pokonując w finale Francuza Hugues'a Obry'ego 15:12. Ostatni raz na olimpijskim podium stanął na podczas igrzysk olimpijskich w Atenach w 2004 roku, gdzie zajął trzecie miejsce w zawodach indywidualnych, plasując się za Marcelem Fischerem ze Szwajcarii i Chińczykiem Wang Leiem. Na tej samej imprezie Rosjanie zajęli czwarte miejsce w rywalizacji drużynowej.
Wielokrotnie zdobywał medale mistrzostw świata, w tym złote: indywidualnie na mistrzostwach świata w Essen (1993), mistrzostwach świata w Atenach (1994), mistrzostwach świata w Lizbonie (2002) i mistrzostwach świata w Lipsku (2005) oraz drużynowo podczas mistrzostw świata w Budapeszcie (1991) i mistrzostw świata w Hawanie (2003).
Ponadto wielokrotnie zdobywał także medale mistrzostw Europy, w tym złote indywidualnie na mistrzostwach Europy w Limoges (1996) i mistrzostwach Europy w Funchal (2000).

## Poza sportem
Ukończył Rosyjski Państwowy Uniwersytet Kultury Fizycznej, Sportu i Turystyki oraz Moskiewską Państwową Akademię Prawa.
Po zakończeniu kariery sportowej został działaczem sportowym. 8 października 2010 roku został powołany na stanowisko wiceministra sportu i turystyki przez ówczesnego Premiera Rosji, Władimira Putina. Do 2015 roku był przedstawicielem Rosyjskiej Agencji Antydopingowej przy Światowej Agencji Antydopingowej. Pod koniec tego roku członkostwo Rosji zostało zawieszone w związku z podejrzeniem istnienia wspieranego przez rosyjski rząd krajowego programu stosowania dopingu.
W 2016 roku został ministrem sportu federacji rosyjskiej, zastępując na tym stanowisku Witalija Mutko. 15 stycznia 2020 roku, wraz z całym gabinetem Dmitrija Miedwiediewa złożył swoją dymisję.
Jest pułkownikiem Sił Zbrojnych Federacji Rosyjskiej (jako dawny zawodnik CSKA Moskwa).